# Citrus

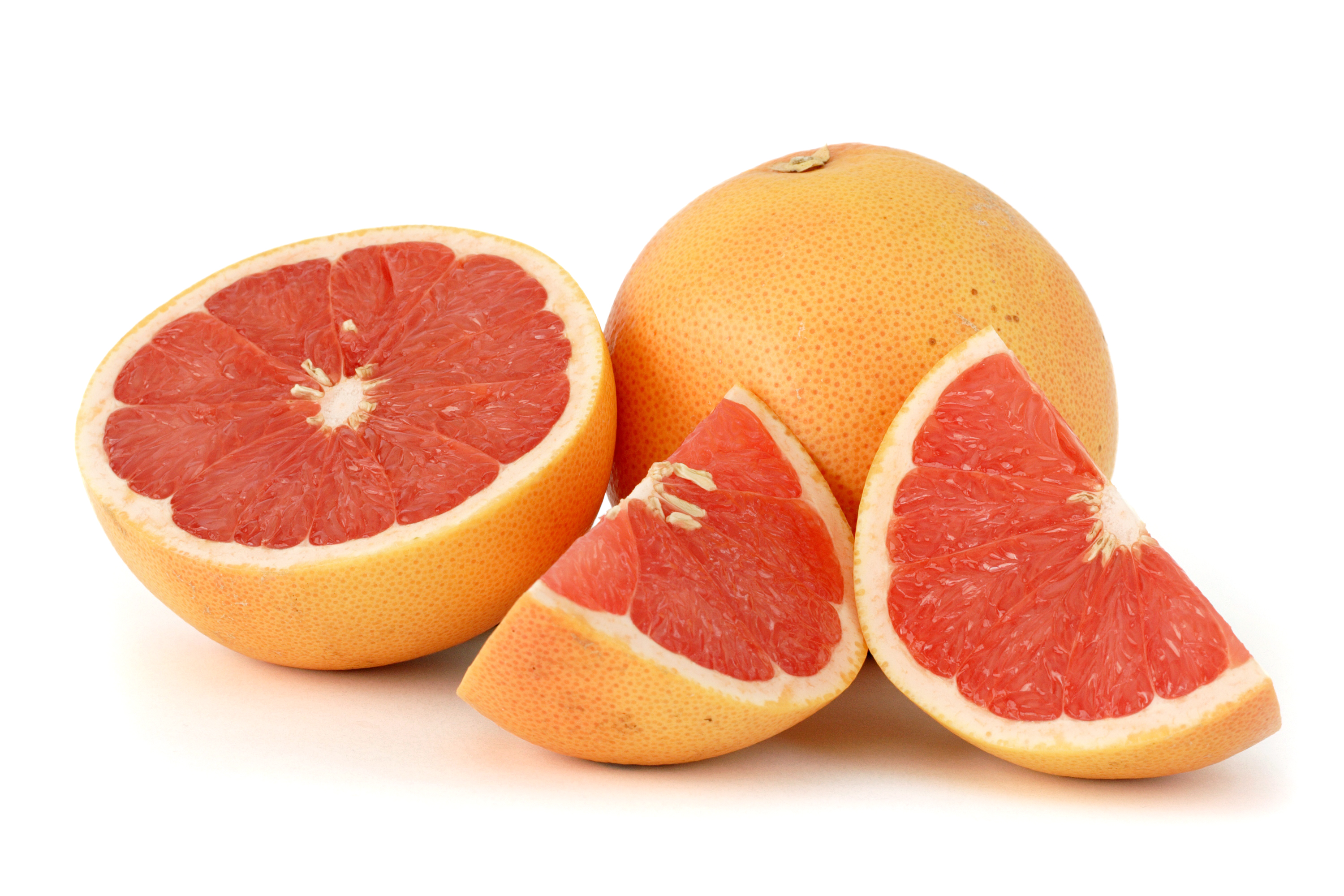
Citrus × paradisi

Citrus es un género que incluye las especies de grandes arbustos o arbolillos perennes (entre 5 y 15 m) de la familia de las rutáceas cuyos frutos o frutas poseen un alto contenido en vitamina C y ácido cítrico, el cual les proporciona ese sabor ácido tan característico. Oriundo del Asia tropical y subtropical (con énfasis en la provincia de Yunnan, China y en los Himalayas). Este género contiene 28 especies y numerosos híbridos cultivados, inclusive las frutas más ampliamente comercializadas, como el limón, la naranja, la lima, el pomelo (también llamado toronja) y la mandarina, con diversas variedades que dependen de la región en la que se cultive cada una de ellas.
Su fruto es un hesperidio, característico del género.
Debido a la facilidad de hibridación de los cítricos, todos los cultivos para uso comercial se obtienen injertando las especies cultivares deseadas sobre plantones seleccionados por su resistencia a las enfermedades.

## Taxonomía

Frutas del género citrus agrupadas por similitud genética. Diagrama ternario elaborado a partir de los datos de Curk et alii.

La taxonomía y la sistemática del género son complejas y no está claro la cantidad exacta de especies naturales, ya que muchas de estas especies son híbridos clonados que se han generado con semillas (por apomixis), y evidencias genéticas indican que incluso algunas especies salvajes tienen un origen híbrido. Actualmente hay 28 especies aceptadas, y multitud de híbridos y variedades cultivadas.
De hecho, la mayoría de las especies Citrus parece que son híbridos naturales o artificiales procedentes de un número reducido de especies ancestrales, entre los que se encuentran el limón, el pomelo, el mandarino y la papeda. Los híbridos naturales y cultivados incluyen importantes frutos comerciales como naranjas, pomelos, limones, limas y algunas mandarinas.
El género fue descrito por Carlos Linneo y publicado en Species Plantarum 2: 782, en 1753.

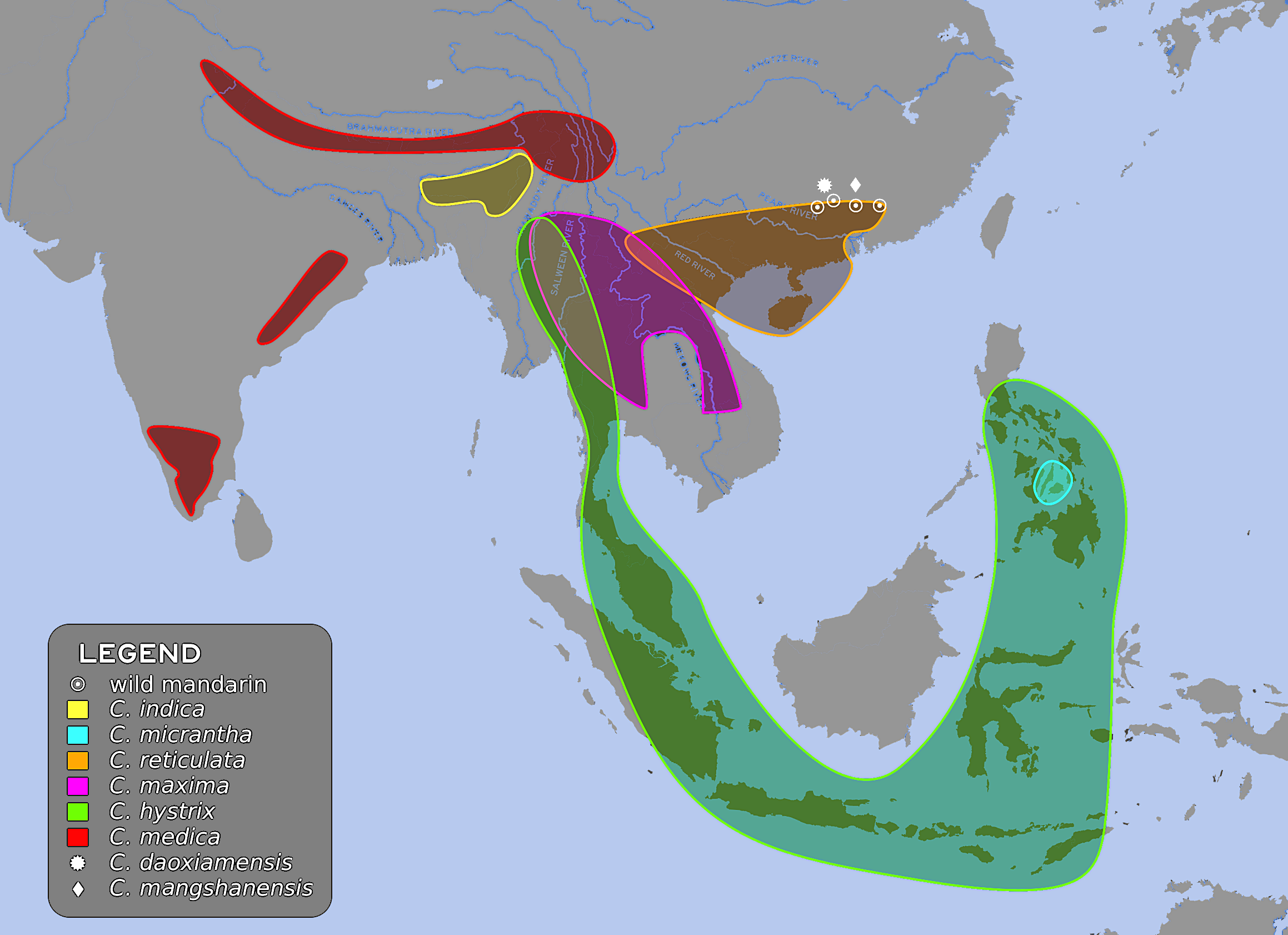
Mapa de las rangos de cultivares principales salvajes y taxa relacionados

## Clasificación
Las especies del género Citrus tienen una gran facilidad de hibridación, por lo que tradicionalmente ha habido mucha confusión en la clasificación taxonómica de muchas especies. 
Actualmente, este género consta de 28 especies aceptadas según la Plants of the World Online (POWO): 
- Citrus assamensis - Adajamir o lima jengibre
- Citrus australasica - Lima dedo o caviar cítrico
- Citrus australis - Lima redonda australiana
- Citrus cavaleriei - Papeda de Ichang
- Citrus garrawayae - Lima de Mount White
- Citrus glauca  - Lima del desierto
- Citrus gracilis - Lima de Kakadu
- Citrus halimii - Cidra de montaña
- Citrus hystrix - Lima kafir
- Citrus indica - Naranja silvestre india
- Citrus inodora - Lima del río Russell
- Citrus japonica - Kumquat redondo
- Citrus khasya
- Citrus latipes - Papeda de Khasi
- Citrus mangshanensis - Mandarina silvestre
- Citrus maxima - Pomelo chino
- Citrus medica - Cidro
- Citrus neocaledonica - Falso naranjo
- Citrus oxanthera - Oxanthera de flores anaranjadas
- Citrus polytrifolia
- Citrus pubinervia
- Citrus reticulata - Mandarino
- Citrus swinglei - Kumquat malayo
- Citrus trifoliata - Naranjo espinoso
- Citrus undulata - Falsa naranja
- Citrus wakonai - Kamokuku
- Citrus warburgiana - Lima silvestre de Nueva Guinea
- Citrus wintersii - Lima dedo del río Brown

## Híbridos principales
En 1997, David John Mabberley propuso una clasificación pragmática de los principales citrus cultivados, de modo que se aclarase la confusión que muchas veces hay según se consulten unas fuentes u otras. Esta clasificación simplifica y aclara el género y parece contar con el consenso de los principales botánicos.[cita requerida]
Mabberley postula que únicamente existen tres especies principales: Citrus maxima, Citrus medica y Citrus reticulata, siendo todas las restantes híbridos de estas tres. Esta teoría solo hace referencia a los cítricos cultivados, no al resto de especies de este género.[cita requerida]
Esta clasificación queda como sigue:
- 1 - Citrus medica L. Es el cidro, incluye el cultivar ‘Etrog’ utilizado en la fiesta judía de los tabernáculos. Con dos taxones híbridos:
  - Citrus × limon (L.) Osbeck (el limón)
  - Citrus × jambhiri Lush. (el limón rugoso).

- 2 - Citrus maxima (Burm.) Merr. Es la pampelmusa, pamplemusa, pummelo o pomelo. Con dos taxones híbridos:
  - Citrus × aurantifolia: las limas, que son híbridos de C. medica o C. × limon con la papeda de flor pequeña C. micrantha.
  - Citrus × aurantium (Citrus maxima × Citrus reticulata), que forman el grupo de las naranjas amargas. Dentro de este taxón se consideran otros cuatro híbridos más.
    - Citrus × sinensis, también híbridos de Citrus maxima × Citrus reticulata pero con mayor proporción de mandarina; Citrus x Sinensis son los naranjos que producen las conocidas naranjas dulces.
    - Citrus × paradisi: el pomelo o toronja, que es un retrocruce entre naranja y C. maxima.
    - Citrus × nobilis:  los tangor y también la mandarina King. También son retrocruces con C. maxima.
    - Citrus × tangelo: los tangelos, que son sucesivos cruces de C. paradisi o C. maxima y C. reticulata.

- 3 - Citrus reticulata (Blanco). Engloba todas las Mandarinas, Clementinas, Tangerinas y Satsumas

### Otros Híbridos

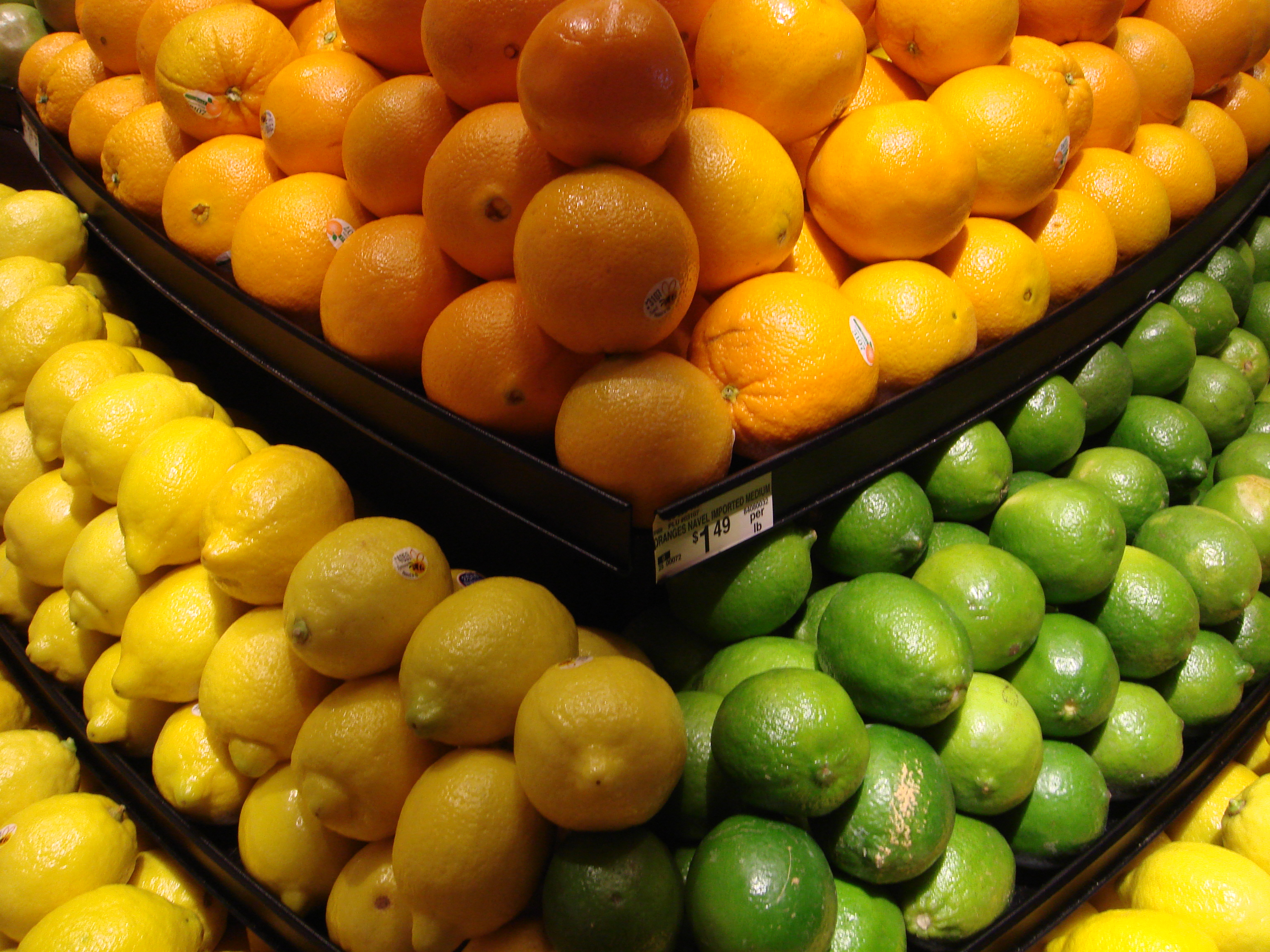
Naranjas, limones y limas.

- Citrus × bergamia - Bergamota. Es un híbrido de limetta y naranja amarga.
- Citrus × depressa - Shikwasa
- Citrus × latifolia - Lima persa
- Citrus × limetta - Limón dulce
- Citrus × limettioides
- Citrus × ichangensis - Papeda
- Citrus × limodulcis
- Citrus × limonia Osbeck - Lima mandarina

## Usos

### Culinarios
Muchos cítricos, como naranjas, mandarinas, pomelos y clementinas, se comen generalmente frescos. Se suelen pelar y se pueden partir fácilmente en gajos. El pomelo se suele partir por la mitad y se come sin la piel con una cuchara. Para ello se diseñan cucharas especiales (cuchara de pomelos) con la punta dentada. Los zumos de naranja y pomelo también son bebidas populares para el desayuno. Los cítricos más ácidos, como los limones y las limas, no suelen comerse solos. Los limones Meyer pueden comerse con la mano con la piel fragante; son tanto dulces como ácidos. Las limonadas son bebidas populares que se preparan diluyendo los zumos de estas frutas y añadiendo azúcar. Los limones y las limas también se utilizan en platos cocinados, o se cortan en rodajas y se usan como guarnición. Su zumo se utiliza como ingrediente en diversos platos; es habitual encontrarlo en los aliños de las ensaladas y exprimirlo sobre el pescado, la carne o las verduras cocidas.
De las diferentes partes y tratamientos de los cítricos se puede obtener una gran variedad de sabores. La piel y el aceite esencial de la fruta suelen ser amargos, especialmente cuando se cocinan, por lo que suelen combinarse con azúcar. La pulpa de la fruta puede variar de dulces a extremadamente ácidas. La mermelada, un condimento derivado de la naranja y el limón cocidos puede ser especialmente amarga, pero suele endulzarse con azúcar para cortar el amargor y producir un resultado similar al de la mermelada. El limón, la naranja o la lima se utilizan comúnmente como decoración y para darle un toquecito de sabor a los refrescos, los cócteles o al agua. Los zumos, las cáscaras o las rodajas de cítricos se utilizan en una gran variedad de bebidas mezcladas y refrescos. La colorida piel exterior de algunos cítricos, conocida como zest, se utiliza como aromatizante en cocina; la parte blanca interior de la piel, la médula, suele evitarse debido a su amargor.

### En medicina
El ácido cítrico se usa muy abundantemente en la industria farmacéutica. En medicina, se utiliza entre otras cosas como digestivo, sustancia que favorece la digestión, incluida en la clasificación internacional ATC dentro del grupo  A09, con el código A09AB04.

### Biocombustibles
Las investigaciones que han realizado profesores del Instituto Universitario de Ingeniería de Alimentos (IU-IAD) de la Universidad Politécnica de Valencia sobre las posibilidades de aprovechamiento de los residuos de los cítricos, van a encontrar su plasmación en un ambicioso proyecto empresarial.  Un grupo de accionistas valencianos ha puesto en marcha la sociedad Citrotecno con el objetivo de levantar en la localidad de Silla la primera planta del mundo dedicada a la reconversión de la piel y otros desperdicios de los agrios en productos y artículos de alto valor añadido).

### Uso como plantas ornamentales

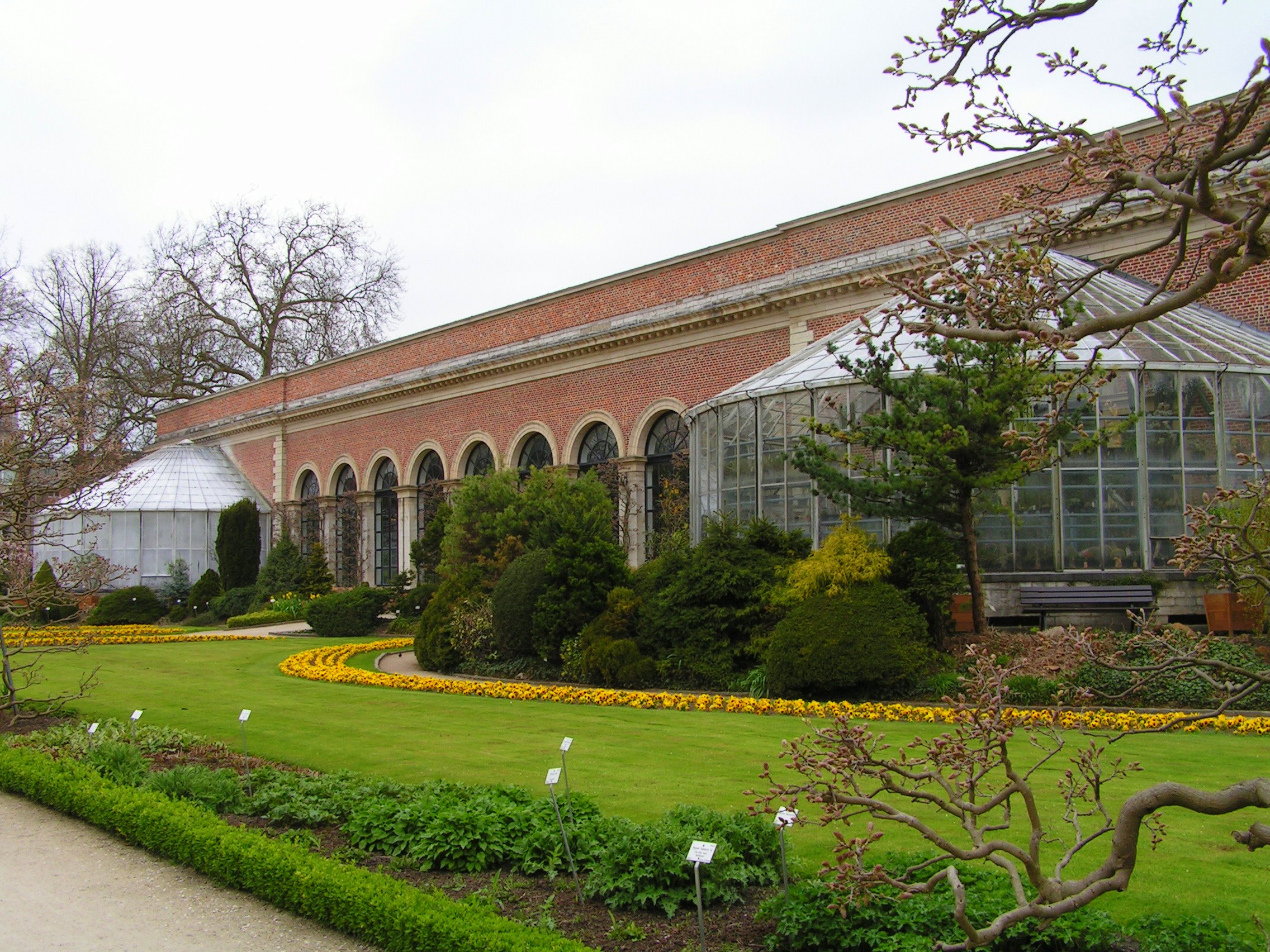
Invernadero del Jardín Botánico en Lovaina (Bélgica)

Los cítricos cultivados en tinas e invernados a cubierto fueron una característica de jardines renacentistas, una vez que la tecnología de fabricación de vidrio permitió producir suficientes extensiones de vidrio transparente. La orangerie era una característica de las residencias reales y aristocráticas durante los siglos XVII y XVIII. La Orangerie del Palacio del Louvre, de 1617, inspiró imitaciones que no fueron eclipsadas hasta el desarrollo del invernadero moderno en la década de 1840. En Estados Unidos, el primer invernadero que se conserva es el de Mount Airy, Richmond County, Virginia. George Washington tenía un invernadero en Mount Vernon.
Algunos aficionados modernos siguen cultivando cítricos enanos en contenedores o invernaderos en zonas donde el clima es demasiado frío para cultivarlos al aire libre. El clima constante, la luz solar suficiente y el riego adecuado son cruciales para que los árboles prosperen y produzcan fruta. En comparación con muchos de los habituales "arbustos verdes", los cítricos toleran mejor un mal cuidado de los contenedores. En las zonas de invierno más frías no deben cultivarse limas y limones, ya que son más sensibles al frío invernal que otros cítricos. Los híbridos con kumquats (× Citrofortunella) tienen una buena resistencia al frío. Un cítrico en contenedor puede tener que ser replantado cada 5 años aproximadamente, ya que las raíces pueden formar un grueso "cepellón" en el fondo de la maceta.

## Producción

Mayores regiones productoras

Según la Organización de las Naciones Unidas para la Alimentación y la Agricultura, la producción mundial de todos los cítricos en 2016 fue de 124 Millones de T, siendo aproximadamente la mitad de esta producción naranjas. Con un equivalente de 15.200 millones de dólares en 2018, el comercio de cítricos constituye casi la mitad del comercio mundial de frutas, que fue de 32.100 millones de dólares para el mismo año. Según la Conferencia de las Naciones Unidas sobre Comercio y Desarrollo (UNCTAD), la producción de cítricos creció durante los primeros años del siglo XXI principalmente por el aumento de las áreas de cultivo, las mejoras en el transporte y el embalaje, el aumento de los ingresos y la preferencia de los consumidores por los alimentos saludables. En 2019-20, la producción mundial de naranjas se estimó en  47,5 millones de T, liderada por Brasil, México, la Unión Europea y China como mayores productores.

## Cultivo

### Plagas y enfermedades

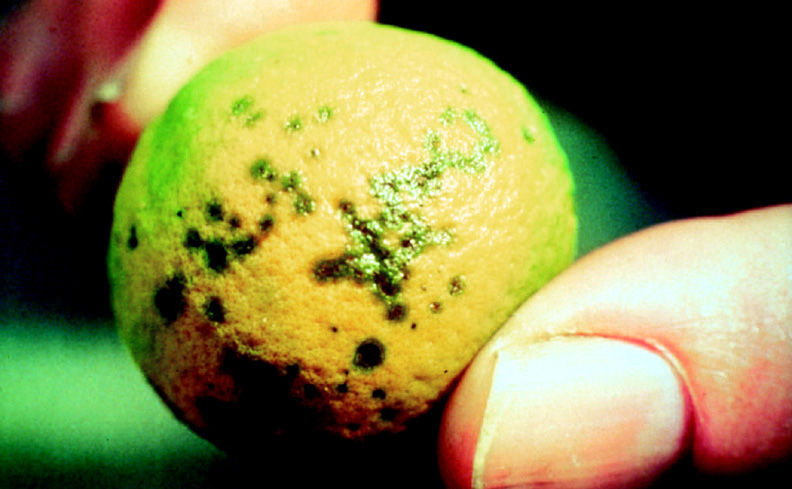
El cancro de los cítricos está causado por la gammaproteobacteria Xanthomonas axonopodis

Las plantas de cítricos son muy susceptibles de ser infestadas por pulgón, mosca blanca y cochinilla (por ejemplo, cochinilla roja de California). También son bastante importantes las infecciones víricas a las que algunos de estos ectoparásitoss sirven de vectores como el virus de la tristeza de los cítricos transmitido por los pulgones, que cuando no se controla con métodos adecuados de control es devastador para las plantaciones de cítricos. La amenaza más reciente para las plantaciones de cítricos en Estados Unidos es la Psílido asiático de los cítricos.
El psílido asiático de los cítricos es un insecto parecido a un pulgón que se alimenta de las hojas y los tallos de los árboles de cítricos y de otras plantas parecidas a los cítricos. El verdadero peligro radica en que el psílido puede transmitir una enfermedad bacteriana mortal de los árboles llamada Huanglongbing (HLB), también conocida como enfermedad del enverdecimiento de los cítricos. Debido a que a 2021 las bacterias causantes no son cultivables, la evaluación de cultivares y vectores resistentes es lenta. Se conocen algunas cepas de cítricos resistentes al HLB y resistentes al vector, y cítricos modificados genéticamente y se han probado nuevos plaguicidas  en laboratorio y se muestran prometedores para su uso en el campo.
En agosto de 2005, se descubrió la enfermedad del enverdecimiento de los cítricos en la región del sur de Florida, alrededor de Homestead y Florida City.  Desde entonces, la enfermedad se ha extendido a todas las plantaciones comerciales de cítricos de Florida.  En 2004-2005, las estadísticas del USDA informaron que la producción total de cítricos de Florida fue de 169,1 millones de cajas de fruta. La estimación para toda la producción de cítricos de Florida en la temporada 2015-2016 es de 94,2 millones de cajas, una caída del 44,3%. Carolyn Slupsky, profesora de nutrición y ciencia de los alimentos en la Universidad de California, Davis ha dicho que "podríamos perder todos los cítricos frescos dentro de 10 a 15 años".
En junio de 2008, el psílido fue visto peligrosamente cerca de California: justo al otro lado de la frontera internacional en Tijuana, México. Solo unos meses después, se detectó en los condados de San Diego e Imperial, y desde entonces se ha extendido a los condados de Riverside, San Bernardino, Orange, Los Ángeles y Ventura, provocando cuarentenas en esas zonas. El psílido asiático de los cítricos también se ha interceptado en California en paquetes de fruta y plantas, incluyendo cítricos, plantas ornamentales, hierbas y ramos de flores cortadas, enviados desde otros estados y países.
El follaje también es utilizado como planta alimenticia por las larvas de especies de Lepidópteros (mariposas y polillas) como la  esmeralda común (Hemithea aestivaria) de la familia de las Geometridae y carlino de dos rayas (Gymnoscelis rufifasciata), la polilla leopardo gigante (Hypercompe scribonia), de Arctiidae, Hypercompe eridanus, Hypercompe icasia e Hypercompe indecisa, muchas especies de la familia Papilionidae (mariposas de cola de golondrina), y la polilla enrolladora de hojas del lirio negro (Cnephasia jactatana).

#### Enfermedades carenciales
Las plantas de cítricos también pueden desarrollar una condición de deficiencia llamada clorosis, caracterizada por el amarillamiento de las hojas resaltada por el contraste de las venas de la hoja. Las hojas marchitas acaban cayendo, y si la planta pierde demasiadas, morirá lentamente. Esta condición suele ser causada por un pH excesivamente alto (suelo alcalino), que impide que la planta absorba hierro, magnesio, zinc u otros nutrientes que necesita para producir clorofila. Esta condición puede remediarse añadiendo un fertilizante ácido apropiado formulado para los cítricos, que a veces puede revivir una planta para producir nuevas hojas e incluso brotes florales en unas pocas semanas en condiciones óptimas. Un suelo demasiado ácido también puede causar problemas; los cítricos prefieren un suelo neutro (pH entre 6 y 8). Las plantas de cítricos también son sensibles al exceso de sal en el suelo. Puede ser necesario realizar un análisis del suelo para diagnosticar correctamente las enfermedades por carencia de nutrientes.

## Compuestos fitoquímicos e investigación
Algunas especies de Cítricos contienen cantidades significativas de la clase de fitoquímicos llamada furanocumarina, una familia diversa de compuestos químicos orgánicos de origen natural. En los seres humanos, algunos (no todos) de estos compuestos químicos actúan como fuertes fotosensibilizadores cuando se aplican por vía tópica en la piel, mientras que otras furanocumarinas interactúan con los medicamentos cuando se toman por vía oral. Esto último se denomina "efecto del zumo de pomelo", un nombre común para un grupo relacionado de interacciones entre el pomelo y los medicamentos.
Debido a los efectos fotosensibilizadores de ciertas furanocumarinas, se sabe que algunas especies de Citrus causan fitofotodermatitis, una inflamación de la piel potencialmente grave resultante del contacto con un agente botánico sensibilizador a la luz seguido de la exposición a la luz ultravioleta. En las especies de Citrus, el principal agente fotosensibilizador parece ser el bergapten, una furanocumarina lineal derivada del psoraleno. Esta afirmación se ha confirmado para la lima y para la bergamota. En particular, el aceite esencial de bergamota tiene una mayor concentración de bergapteno (3000-3600 mg/kg) que cualquier otro aceite esencial a base de cítricos.
En general, tres especies ancestrales de Citrus (pomelos, cidras y papedas) sintetizan cantidades relativamente altas de furanocumarinas, mientras que una cuarta especie ancestral (las mandarinas) carece prácticamente de estos compuestos. Dado que se cree que la producción de furanocumarinas en las plantas es heredable, se espera que los descendientes de las mandarinas (como las naranjas dulces, las mandarinas y otros pequeños híbridos de mandarinas) tengan bajas cantidades de furanocumarinas, mientras que se espera que otros híbridos (como las limas, los pomelos y las naranjas ácidas) tengan cantidades relativamente altas de estos compuestos.
En la mayoría de las especies de Citrus, la piel contiene una mayor diversidad y una mayor concentración de furanocumarinas que la pulpa de la misma fruta. Una excepción es la bergamotina, una furanocumarina implicada en las interacciones entre el pomelo y los medicamentos, que está más concentrada en la pulpa de ciertas variedades de pomelo, pomelo y naranja agria.
Una revisión de la investigación preliminar sobre las dietas indicó que el consumo de cítricos se asociaba a una reducción del 10% del riesgo de desarrollar cáncer de mama.